# Gentil de Caravaggio
Gentil de Caravaggio, O.F.M.Cap., nascido Fortunato Giacomel; (Farroupilha, 6 de janeiro de 1885 — Marau, 4 de agosto de 1953) foi um padre e frade brasileiro.
Filho dos imigrantes italianos Domênico Giacomel e de Maria Ana Sbardelotto Giacomel, recebeu o hábito franciscano em 4 de outubro de 1901, pelo Noviciado dos Capuchinhos, de Nova Trento (Flores da Cunha), ocasião na qual passou a usar o nome religioso de Frei Gentil de Caravaggio. Em 13 de maio de 1934 foi nomeado vigário de Marau, sendo o quarto a assumir esse posto, no qual permaneceu até 12 de janeiro de 1943, quando foi transferido para Garibaldi. O município de Gentil foi nomeado em sua homenagem.
Frei Gentil fez as ilustrações da 1ª edição da obra literária da imigração italiana na América "Vita e Stòria de Nanetto Pipetta". Com uma vida missionária agitada no Alto Uruguai, não tinha muito refinamento artístico, porém contribuiu com seus dotes naturais para imagens significativas da história de Aquiles Bernardi. Suas ilustrações foram acrescentadas pelas de Frei Oswaldo (Pe. Paulo Jacques).